# Niederhessische Dialekte
Niederhessische Dialekte, oder verkürzt Niederhessisch, sind deutsche Mundarten, die überwiegend im Regierungsbezirk und in der kreisfreien Stadt Kassel gesprochen werden. Sie sind also daher eine Dialektgruppe des Westmitteldeutschen. Das Niederhessische umfasst weiträumig zwei Dialekte:
- Nordhessisch mit dem Zentrum Kassel, das in Richtung der hessischen Landesgrenze zu Niedersachsen und Thüringen viele Gemeinsamkeiten mit dem Nordthüringischen und Eichsfeldischen aufweist und daher ein rheinfränkischer und thüringisch-obersächsischer Mischdialekt ist, der zudem niederdeutsche Einflüsse aus dem Westen aufweist.
- Osthessisch mit dem Zentrum Fulda, das auf Grund der Nähe zum Ostfränkischen noch über mehr fränkische Merkmale als das Nordhessische verfügt, da es sich mit dem angrenzenden Hennebergisch und in der Rhön mit dem Grabfeldischen zum Rhöner Platt vermischt.

Siehe auch: Hessen, Hessische Dialekte